# Sabina Rossa
Sabina Rossa (Genova, 2 dicembre 1962) è una politica italiana.

## Biografia
È la figlia di Guido Rossa, il sindacalista genovese della FIOM-CGIL ucciso dalle Brigate Rosse nel 1979. Diplomata nel 1986 all'ISEF, nel 2002 si è laureata in scienze motorie presso la facoltà di medicina e chirurgia. È stata docente di educazione fisica al liceo linguistico Grazia Deledda fino al 2017. Fa parte dell'Associazione italiana vittime del terrorismo. È stata eletta per la prima volta al Senato alle elezioni politiche del 2006 nelle liste dell'Ulivo della regione Liguria.
Ha fatto parte dal 6 giugno 2006 al 6 marzo 2007 della 6ª commissione permanente Finanze e Tesoro. Successivamente è passata alla 16ª commissione, Igiene e Sanità. Nell'aprile 2008 è eletta alla Camera dei deputati nelle file del Partito Democratico.

## Opere

### Libri
- Sabina Rossa, Giovanni Fasanella, Guido Rossa, mio padre, BUR, 2006,  p. 204.

### Filmografia
- Niente paura, regia di Piergiorgio Gay (2010)